# Stiff Upper Lip Live (відео)
Stiff Upper Lip Live — концертне відео хард-рок-гурту, AC/DC. Цей альбом був записаний 14 червня 2001, року в Мюнхені, Німеччина, на Олімпійському стадіоні, і також вийшов на DVD, 4 грудня 2001, року в США.

## Список композицій
1. Stiff Upper Lip
2. You Shook Me All Night Long
3. Problem Child
4. Thunderstruck
5. Hell Ain't a Bad Place to Be
6. Hard as a Rock
7. Shoot to thrill
8. Rock and Roll Ain't Noise Polution
9. What Do You Do For Money Honey
10. Bad Boy Boogie
11. Hells Bells
12. Up to My Neck in You
13. The Jack
14. Back in Black
15. Dirty Deeds Done Dirt Cheap
16. Highway to Hall
17. Whole Lotta Rosie
18. Let There Be Rock
19. T.N.T.
20. For Those About to Rock
21. Shot Down in Flames

## Учасники виступу
- Браян Джонсон—вокал
- Ангус Янг—соло-гітара
- Малкольм Янг—ритм-гітара
- Кліфф Вільямс—бас-гітара
- Філ Радд—ударні